# Hayden Coulson
Hayden Ross Coulson (* 17. Juni 1998 in Gateshead) ist ein englischer Fußballspieler, der beim FC Middlesbrough in der EFL Championship unter Vertrag steht.

## Karriere

### Verein
Hayden Coulson begann seine Karriere in der Jugend beim FC Middlesbrough. In der Saison 2015/16 nahm Coulson mit „Boro“ an der UEFA Youth League teil und absolvierte fünf Spiele. Im Achtelfinale verlor die Mannschaft gegen den späteren Finalisten Paris Saint-Germain mit 0:1. Im Juli 2016 erhielt er in Middlesbrough seinen ersten Vertrag als Profi. Danach kam Coulson vorwiegend in der U23-Mannschaft zum Einsatz. Am 9. Juli 2018 wechselte Coulson für eine Saison auf Leihbasis zum schottischen Erstligaaufsteiger FC St. Mirren. Kurz darauf gab er sein Profidebüt und startete mit einem torlosen Unentschieden gegen Kilmarnock im Scottish League Cup. Am 28. Juli 2018 erzielte er sein erstes Tor für den Verein, als er im gleichen Wettbewerb beim 6:0-Sieg gegen Dumbarton traf. Coulson kehrte im Oktober 2018 vorzeitig nach Middlesbrough zurück, nachdem er insgesamt 11 Spiele für die „Saints“ bestritten hatte und dabei einmal ins gegnerische Tor traf. Im Januar 2019 wechselte Coulson bis zum Ende der Saison auf Leihbasis zum englischen Viertligisten Cambridge United. Nach seiner Rückkehr als Leihgabe in Cambridge stieg Coulson für die Saison 2019/20 in den Kader der ersten Mannschaft von Middlesbrough ein. Er machte sein Ligadebüt für den Verein am Eröffnungstag der Zweitliga-Saison bei einem 3:3-Unentschieden gegen Luton Town. Im Dezember 2019 verlängerte er seinen Vertrag bis 2023. Am 1. Februar 2020 erzielte Coulson ein erstes Ligator seiner Karriere und glich fünfzehn Minuten vor Schluss bei einem 1:1-Unentschieden gegen die Blackburn Rovers aus. In seiner ersten Spielzeit für seinen Jugendverein in der ersten Mannschaft absolvierte er unter Neil Warnock als Linksverteidiger 29 Ligaspiele. In der folgenden Saison 2020/21 kam er 17 Ligaspiele. Ab August 2021 wurde Coulson an den Drittligisten Ipswich Town verliehen. Am 31. Januar 2022 wurde Coulson von Middlesbrough zurückgerufen, nachdem er nur sechs Spiele für den Verein bestritten hatte. Nach seinem Rückruf aus Ipswich wechselte Coulson als Leihspieler bis zum Ende der Saison 2021/22 zum Zweitligisten Peterborough United. Direkt im Anschluss daran wurde er ab Juli 2022 ein zweites Mal in seiner Karriere nach Schottland verliehen, als es zum FC Aberdeen aus der Scottish Premiership ging.

### Nationalmannschaft
Hayden Coulson spielte für England auf U16-, U17- und U19-Ebene.